# Cambio de marcha flotante
El cambio de marcha flotante, también llamado cambio deslizante, bloqueo muerto o cambio rápido, es el proceso de cambiar de marcha, típicamente en una transmisión no sincronizada, sin presionar el embrague. También se usa con transmisiones manuales síncronas, particularmente después de un fallo del embrague, para evitar dañar el mecanismo de sincronización al transmitir la potencia del motor.
Los conductores más hábiles pueden cambiar las transmisiones no sincronizadas sin usar el embrague llevando el motor exactamente al régimen de giro correcto en punto muerto antes de intentar completar el cambio. Si se hace incorrectamente, puede dañar o destruir el mecanismo de transmisión. Algunos camioneros utilizan esta técnica con las marchas más altas cuando conducen sus camiones.

## Técnica
Para hacer un cambio ascendente, el conductor debe primero poner el motor a la velocidad adecuada. Luego, se debe poner punto muerto y aplicar una presión moderada sobre la palanca de cambios, y cuando las revoluciones por minuto estén lo suficientemente bajas, la palanca de cambios se deslizará hasta la posición deseada. Se utiliza la misma técnica para cambiar hacia abajo, excepto que se debe aplicar algo de presión al acelerador para que las revoluciones del motor aumenten de forma que coincidan con la velocidad de esa marcha a esa velocidad de las ruedas.